# United Tasmania Group

Logo der Partei

Die United Tasmania Group (UTG) war die erste „Grüne Partei“ weltweit, die sich am 23. März 1972 in Hobart, der Hauptstadt Tasmaniens, gründete. Die grüne Bewegung in Australien entwickelte sich aus den Umweltkampagnen in Tasmanien. Die United Tasmania Group wurde 1972 während der Proteste gegen den Bau von Staudämmen des Lake Pedder gegründet. Ihr erster Präsident war Richard Jones.
Die United Tasmania Group war der Vorläufer der 1990 gegründeten The Greens Tasmania, die in ihrem Logo auf ihrer Webseite den Schriftzug World’s first Green party führt.

## Gründungsanlass
Der unmittelbare Anlass zur Gründung der United Tasmania Group war der Bau von drei Staudämmen am Lake Pedder zur Erzeugung elektrischer Energie im südwestlichen Tasmanien. Ein Lake Pedder Action Committee gründete sich vor der Parteigründung der UTG im April 1971. Umweltpolitik verfolgten seit den 1960er Jahren lediglich verschiedene lokale Gruppen Tasmaniens, die sich nicht koordinierten.

## Ziele
Die politischen Grundprinzipien der UTG lagen in einer nach regionalen Gesichtspunkten aufgebauten Partei, im Einsatz für Umwelt, Geschichte und Kultur und für die gemeinschaftliche Planung des wirtschaftlichen und sozialen Lebens in Tasmanien.
Des Weiteren setzte sich die UTG in ihren programmatischen Vorstellungen für die Gründung von wissenschaftlichen Instituten ein, die die Ressourcen auf Land und in der See untersuchen sollten, für die Gründung von Farmen für ökologischen Anbau, für die Bewahrung traditioneller und Entwicklung nachhaltigen Fischfangs, Investitionen in Nationalparks, Schutz naturbelassener Räume und historischer Gebäude sowie die Entwicklung umweltverträglicher Industrien.

## Lake-Pedder-Kampagne
Das Lake Pedder Action Committee war eine Gruppe, die sich gegen den Bau des Staudamms am Lake Pedder durch die Regierung im südwestlichen Tasmanien einsetzte. Sie konnte nicht verhindern, dass der Staudamm gebaut wurde, erreichte jedoch in Tasmanien und Australien große Bekanntheit. Es entwickelte sich ein Umweltbewusstsein, das letzten Endes zur Gründung der UTG führte. Des Weiteren entstand aus diesen Erfahrungen die The Wilderness Society. Diese Organisation und weitere Umweltschutzorganisationen verhinderten in den 1980er Jahren, dass der Franklin-Staudamm gebaut wurde. Dieser Erfolg war der bedeutendste umweltpolitische Erfolg in der Geschichte Australiens.
An der Kampagne gegen den Lake-Ledder-Staudamm war die UTP mit Bob Brown maßgeblich beteiligt; Brown war Mitglied des Australischen Senates für die Australian Greens und deren parlamentarischer Vorsitzender. Er war an der Gründung der Wilderness Society Tasmaniens im Jahre 1976 beteiligt und wurde deren Direktor.
Seit den 1990er Jahren versucht das Lake Pedder Restoration Committee (LPRC) die Renaturierung dieses Stausees zu erreichen.

## Entwicklung und Auflösung
Die UTG stellte 1972 und 1976 Kandidaten für die staatlichen Wahlen auf, jedoch wurde kein Kandidat in die Parlamente gewählt. Bob Brown, eine der führenden Persönlichkeiten der UGT, kandidierte im Jahre 1975 erstmals für die UTG für den Australischen Senat. In den politischen Auseinandersetzungen gewannen andere ökologisch orientierte Organisationen und Kräfte wie die Wilderness Society seit 1976 und die Australian Democrats seit 1977 an politischer Kraft, während die UTG schwächer wurde und am 31. Dezember 1979 ihre Arbeit einstellte. In den 1990er Jahren wurde die UTG für die Wahlen in Australien reformiert und in die Tasmanian Greens als Teil der Grünen Partei Australiens integriert. Viele frühere UTG-Mitglieder, einschließlich Bob Browns, wurden Mitglieder der Australian Greens.